# Contra 4
Contra 4 (в Японії Dual Spirits (魂斗羅 デュアル スピリッツ)) — відеогра в жанрі "біжи і стріляй" для Nintendo DS і мобільних телефонів, одинадцята частина серії Contra. Гра була розроблена WayForward Technologies та видана в Північній Америці Konami Digital Entertainment 13 листопада 2007. Як вказує назва, Contra 4 була розроблена як пряме продовження ігор Contra для Nintendo Entertainment і Super NES (Contra, Super C, і Contra III: The Alien Wars), а також з нагоди 20-річчя оригінальної Contra.
Японська версія вийшла 13 березня 2008. В PAL-регіоні гра не випускалася.

## Ігровий процес

### Основи
Contra 4 повернулася до 2D-системи геймплею з Contra III: The Alien Wars, ігноруючи багато елементів ігрової механіки, введених в пізніших іграх, таких як фіксований набір зброї в Contra: Shattered Soldier і Neo Contra, відновивши систему пауер-апів. Елементи управління подібні до Contra III, у тому числі здатність тримати дві зброї в інвентарі. На додаток з'явилася можливість користуватися альпіністським гаком. Задіяні обидва екрани системи Nintendo DS. Як і в аркадной версії Super Contra, гравець може підібрати два однакових пауер-апи і отримати покращену версію зброї, яку дає один пауер-ап. Гравець також може викинути пауер-ап, що дозволяє йому за нагоди взяти нову зброю, не втративши попередню.
На додаток до стандартних рівнів з видом збоку, є також тунельні етапи, аналогічні двом рівням з видом «ззаду» в першій Contra. Дія в цих етапів відображається тільки на верхньому екрані, в той час як нижній екран використовується для відображення карти рівня і розташування бонусів. Contra 4 не використовує такі особливості Nintendo DS, як сенсорний екран (крім навігації в головному меню), мікрофон, або багатокористувацький режим.

### Аркадний режим
Аркадний режим (англ. Arcade Mode) є основним і складається з шести стандартних рівнів з видом збоку та трьох тунельних, в цілому маючи дев'ять рівнів. Рівні мають численні посилання на Contra, Super Contra, Operation C та Contra III: The Alien Wars. Є три рівня складності є: легкий, нормальний, і важкий. Легкий дає гравцевібільше життів і продовжень, а також робить усі бонуси модернізованими за замовчуванням, але не дає гравцеві доступу до двох останніх рівнів і фіналу. Нормальний і важкий рівні складності пропонують різні закінчення.

### Режим випробування
Після завершення аркадного режиму на будь-якому рівні складності, стає доступним режим випробування (англ. Challenge Mode). Цей режим складається з сорока різних випробувань, в яких гравець повинен завершити певний рівень при виконанні певних вимог.

### Зброя
Зброя за замовчуванням є рушницею, яка стріляє одиночними пострілами. Гравець може змінити її на автомат або будь-яку з інших видів зброї, підбираючи пауер-апи з буквами, схованими в літаючих капсулах, тайниках в стінах, чи випущені ворогами по загибелі. Два однакових пауер-апи дають посилену версію зброї. Якщо персонаж гравця вбитий і мав дві зброї, він втратить активну, а та, що була в запасі, залишиться.

## Персонажі
Contra 4 початково має чотирьох персонажів: Білла, Ленса, «Скаженого пса» та «Скорпіона». Білл і Ленс носять відповідно синій і червоний одяг, а «Скажений пес» і «Скорпіон» зелений і фіолетовий (кольори Білла і Ленса в Super Contra). На додаток до чотирьох головних героїв, є також п'ять прихованих, які розблоковуються після завершення окремих місій в режимі випробування. Вони включають в себе Probotector-а (заснованого на роботах RD008 і RC011, які заміняли Білла і Ленса в PAL-версіях ігор Contra на NES і Super NES); Люсію, жінку-кіборга, яка вперше з'явилася в Contra: Shattered Soldier; Шину Етранзі, жінку-солдата з Contra: Hard Corps; і Джимбо та Саллі, замінників Білла і Ленса в Contra III: The Alien Wars.

## Сюжет
Contra 4 заснована на японському каноні серії, який був адаптований англійською з випуском Contra: Shattered Soldier. Тим не менш, гра має певні відмінності від канону японських версій, щоб пов'язати її з попередніми американськими виданнями. Так Чорна Гадюка вже згадувався в Operation C, тоді як в японській версії під назвою просто Contra, це була неназвана сила, яка створювала зброю на основі клітин іншопланетян. У хронології, представленій в інструкції до гри і на офіційному вебсайті, Operation C названа попередньою місією двох персонажів, «Скаженого пса» і «Скорпіона», проти Чорної Гадюки. Насправді, «Скажений пес» і «Скорпіон» були іменами, використовуваними для Білла і Ленса в північноамериканських версіях ігор серії. Крім того, Operation C мала одиночну місію за Ленса Біна під іменем «Скорпіон» в одиночному режимі.
Події гри розгротаються в 2638, через два роки після подій Contra III: The Alien Wars і за три роки до подій Contra: Hard Corps. Зі знищенням Червоного Яструба в Alien Wars на Землі запанував мир. Однак інший прибулець, Чорна Гадюка, нападає на людство, спричиняючи масові руйнування по всій планеті. Після дивних повідомлень з архіпелагу, куди вперше висаджувалися іншопланетяни в першій Contra, Федерація Землі посилає своїх чотирьох найсильніших коммандос на бій з Чорною Гадюкою.

## Рівні
1. Jungle — ремейк першого рівня оригінальної Contra.
2. Laboratory — ремейк третього рівня оригінальної Contra.
3. Base — ремейк другого рівня оригінальної Contra.
4. Harbor — ремейк першого рівня з Operation С з елементами Contra: Hard Corps
5. Ocean — ремейк четвертого рівня Contra III.
6. Factory — містить елементи четвертого рівня оригінальної Contra.
7. City — ремейк першого рівня Contra III.
8. Allien Hive — рівень з видом ззаду.
9. Harvest Yard — містить елементи восьмого рівня Super С.

## Бонусний вміст
На додаток до основної гри, Contra 4 містить додаткові функцій у розділі «Бонусні Матеріали» в головному меню. Спочатку відкритим є «Музей», інші відкриваються з проходженням режиму змагання. Бонусний контент вміщує:
- Класична Contra — емулює оригінальні ROMи Contra та Super С для NES. В обидві гри можна грати з оригінальною роздільною здатністю або під розмір екрану DS. Однак, доступний лише одиночний режим.
- Музей — віртуальна галерея, що містить концепти як вітчизняних так зарубіжних версій, і скріншоти всіх попередніх ігор Contra, включаючи регіональні версії кожної гри (хоча, японська назва аркадної версії Contra неправильно зазначена як Gryzor).
- Комікси — тут знаходяться два комікси. Перший є адаптацією Contra III: The Alien Wars, який спочатку був опублікований в 2002 році на офіційному сайті Contra: Shattered Soldier. Другий є адаптацією Contra 4, який був створений спеціально для цієї гри.
- Тест звуку — тут можна прослухати музику з гри.
- Інтерв'ю — інтерв'ю Нобуї Наказуто (директора Contra III: The Alien Wars, Contra: Hard Corps і Contra: Shattered Soldier, а також продюсера Нео Contra)про його участь в серії Contra.